# 花東縦谷国家風景区

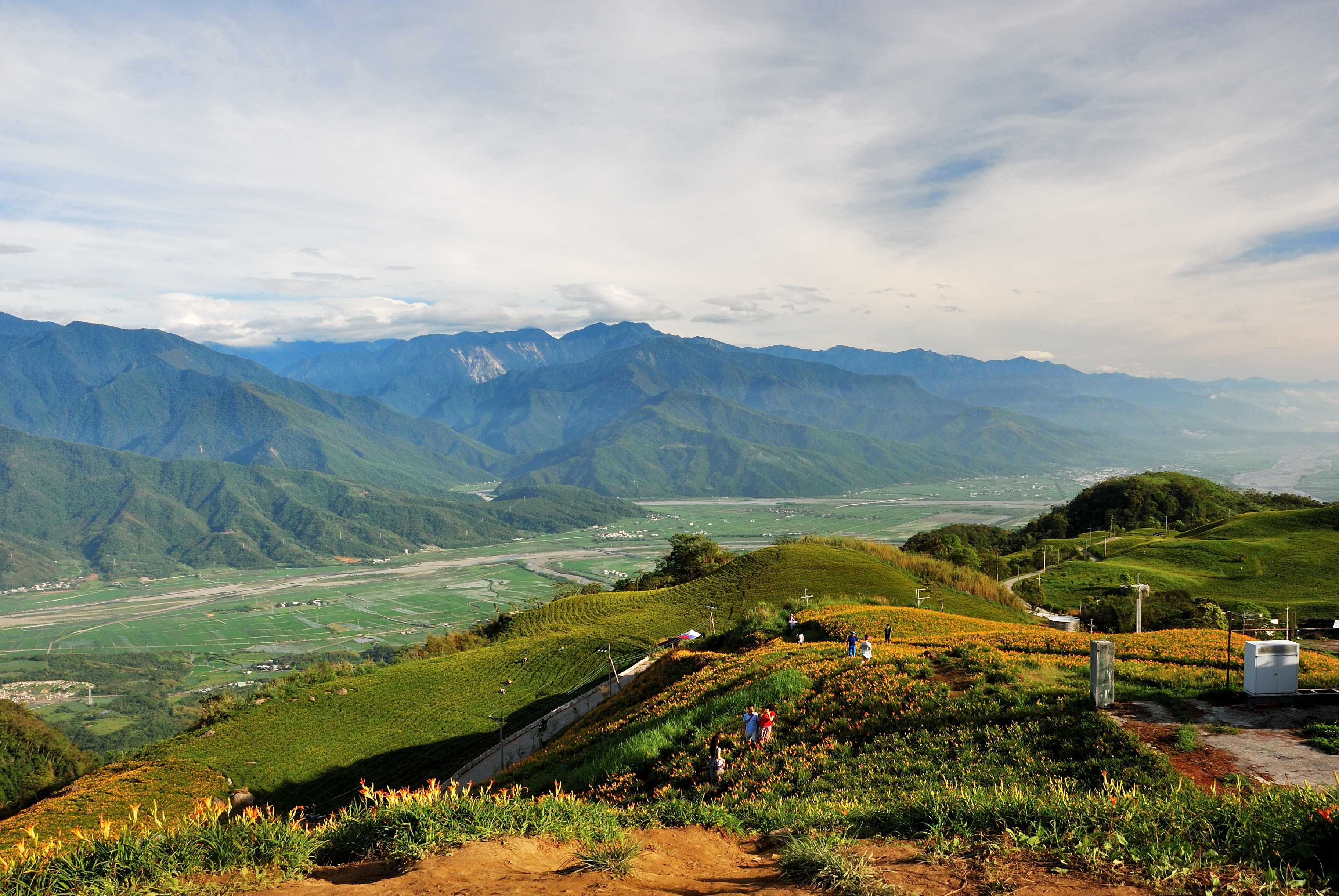
花東縦谷国家風景区の風景

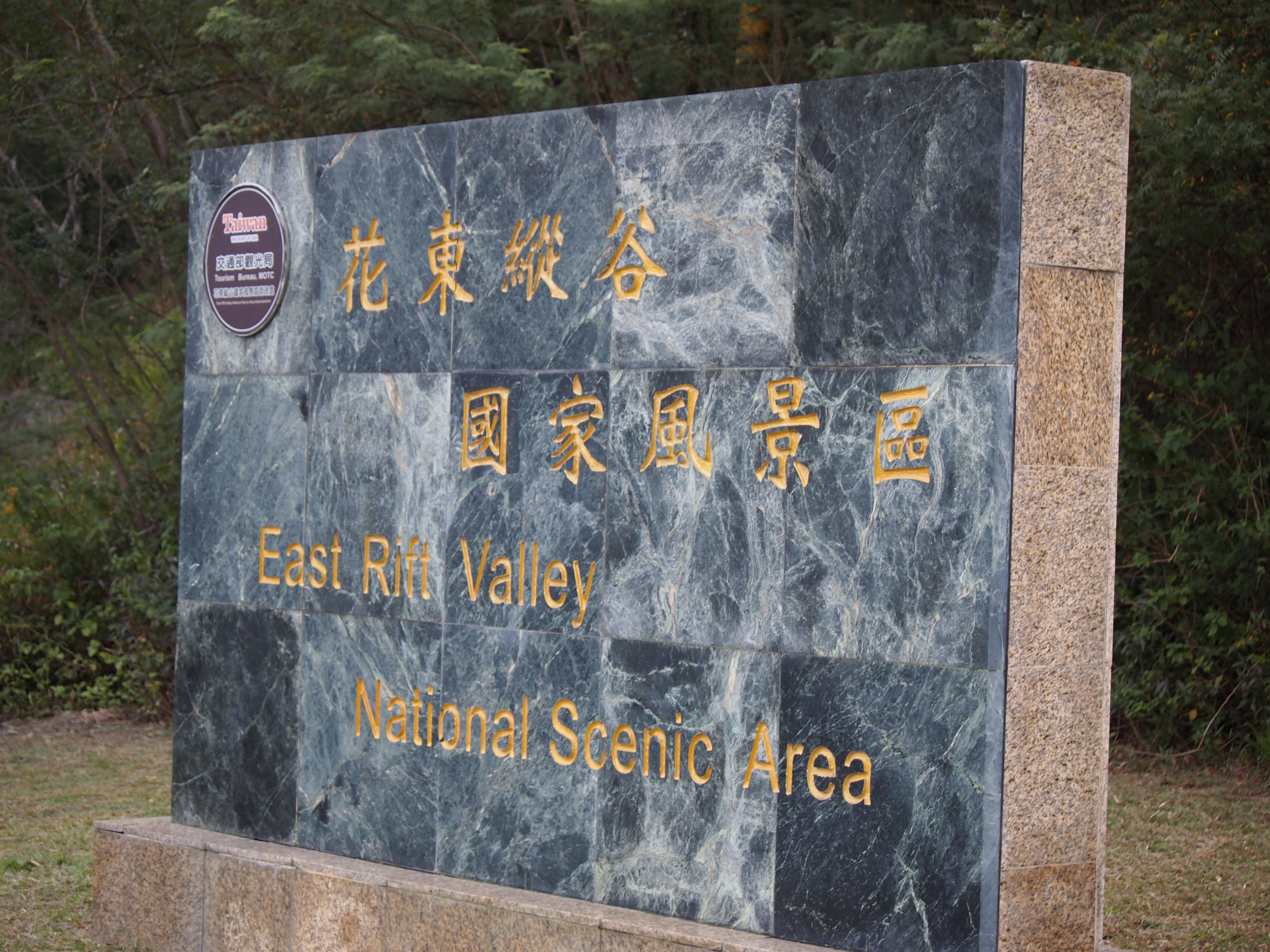
花東縦谷国家風景区石碑

花東縦谷国家風景区（かとうじゅうこくこっかふうけいく、中国語: 花東縱谷國家風景區、英語: East Rift Valley National Sceniec Area）は、1997年に設立された東台湾にある国家風景区の一つである。

## 自然
花東縦谷国家風景区は東の海岸山脈と西の中央山脈の間に挟まれた花東縦谷（花蓮・台東間の地溝帯）に位置し、北は花蓮渓と木瓜渓、南は卑南郷である。
本風景区は北から南へ、「花蓮地区」、「玉里地区」、「台東地区」の3つのレジャー区に分けられる。 重要な景勝地としては、鯉魚潭、池南国家森林遊楽区、大河石柱、玉里金針山、富里六十石山、紅葉温泉、関山水上公園、鹿野台地、大坡池、麗居小黄山などがある。
花東縦谷は中央山脈と沿海山脈の間に自然に形成されたもので、花蓮渓、秀姑巒渓、北南江の三河川があり、海抜2,000～3,000メートルの山々に源を発し、土砂や砂利を運び、下流の渓谷に沖積平野を形成している。

## 文化
花東縦谷の鹿野、池上、関山、玉里、富里の各村は米の産地として有名で、池上で生産される米は、台湾が日本統治時代に日本の天皇に献上された米のひとつである。休耕期には菜の花が畑に植えられ、六十石山や池山には黄花菜（金針花）が植えられている。1月には、菜の花の季節に合わせて舞鶴台地、鹿野高台、池上郷では野外イベントが開催される。
4～5月には鯉魚潭でホタルの生態変化を観察でき、7～8月には台湾原住民の文化祭と新年祭が行われ、8月には鹿野台地で花東縦谷国際パラグライダー・レースが開催され、9月には玉里金針山と富里六十石山で金針花のシーズンが始まり、12月には卑南郷で卑南族（プユマ族）の大狩猟祭があり、花東縦谷一帯ではクリスマス・イルミネーションも行われる。 [1]

## 観光地
花東縦谷国家風景区の観光地は、上記中国語記事に花蓮県と台東県に分かれて記述。